# Thérèse Clément
Pour les articles homonymes, voir Clément.
Thérèse Clément, née le 11 décembre 1889 dans le 17e arrondissement de Paris et morte le 17 décembre 1984 à Boulogne-Billancourt, est une peintre de paysages et de marines française.

## Biographie
Élève de François Richard de Montholon et de Pierre Vaillant, membre de la Société des artistes français, du jury de l'Union des femmes peintres et sculpteurs et au Salon d'hiver, Thérèse Clément expose à la Galerie Georges Petit de 1925 à 1928 et obtient une mention honorable au Salon des artistes français en 1927, une médaille d'argent en 1928 et le Prix Paul Liot la même année. 
Une rue de Brest porte son nom. 
Ses œuvres sont conservées au Musée des Beaux-Arts de Brest.